# Благица Ласовска
Благица Ласовска (на македонска литературна норма: Благица Ласовска) е политик от Северна Македония.

## Биография
Родена е на 8 март 1970 година в град Щип, тогава в Социалистическа федеративна република Югославия. Завършва предучилищно образование в Щипския университет, а след това получава магистърска степен по педагогика и образователен мениджмънт. Преподава предучилищно образование в Щипския университет.
В 2014 година е избрана за депутат от ВМРО – Демократическа партия за македонско национално единство в Събранието на Република Македония. В 2016 година и на 15 юли 2020 година отново е избрана за депутат.